# Семеринское
Семери́нское (укр. Семеринське) — село в Затурцевской сельской общине Владимирского района Волынской области Украины.
До 2020 года входило в Локачинский район.
Код КОАТУУ — 0722482802. Население по переписи 2001 года составляет 193 человека. Почтовый индекс — 45521. Телефонный код — 3374. Занимает площадь 1,016 км².